# Xystrocera boulardi
Xystrocera boulardi är en skalbaggsart som beskrevs av Stefan von Breuning och Teocchi 1972. Xystrocera boulardi ingår i släktet Xystrocera och familjen långhorningar. Inga underarter finns listade i Catalogue of Life.